# Caryopilite
La caryopilite è un minerale.